# Spanischer Escudo
Beim spanischen Escudo handelte es sich um zwei unterschiedliche Münzsorten, zum einen die goldene Standardmünze bis 1833, zum anderen eine dezimale Silbermünze, die 1864–68 geprägt wurde.

## Unter Karl I.

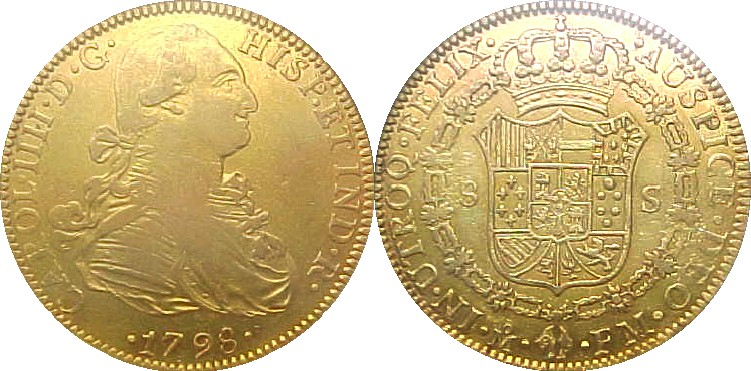
8 Escudo mit der Büste Carlos’ I.

Der spanische König Carlos I. seit 1516, war als Karl V. seit 1506 Herrscher über die habsburgischen Erblande und deutscher Kaiser. Er war besonders bei den Fuggern hoch verschuldet. Der Ducado war immer weiter verschlechtert worden. Es ergab sich 1537 die Notwendigkeit einer Währungsreform. Statt des Ducados, der nicht mehr ausgeprägt, aber als Rechnungseinheit bestehen blieb, sollten in Gold coronas i escudos geprägt werden. Auf die kastilische Mark Gold zu 22 Karat (d. h. 11/12 fein) kamen 68 Escudos im Wert von jeweils 350 Maravedís. Bei gleichem Gewicht der Münzen wurde der Feingehalt also um 7½ % herabgesetzt.

## Unter Philipp II.

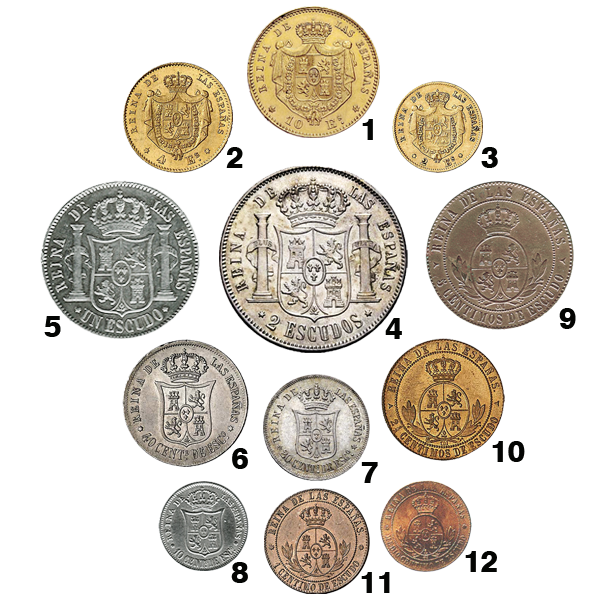
Silberescudos in seinen Stückelungen

Der Wert des Escudo wurde durch Erlass (Pragmatica) von Philipp II. am 23. November 1566 auf 400 Maravedís angehoben. Es wurden nun auch größere Stücke geprägt. Der Escudo im Wert von 16 Silberreales wurde im Heiligen Römischen Reich als Spanische Krone bezeichnet. Der Doppelescudo (doblón) wurde in Europa Pistole oder Doppelkrone genannt und zum Vorbild für den Louis d’or. Anfang des 17. Jahrhunderts wurde er mit 4 1⁄2, Ende des Jahrhunderts mit 7 1⁄15 Gulden bewertet. Das 8-Escudo-Stück (onza de oro) wog eine Unze rau und entsprach 16 silbernen Peso duro (zu 25,6 g Feinsilber, 1 Unze rau) oder 128 Reales.
| Ref.                                                        | Bezeichnung | Metall | Ley (ml) | Peso (g) | Ø (mm) | Münzkante      | Ausgestellt   | Münzstätte |
| ----------------------------------------------------------- | ----------- | ------ | -------- | -------- | ------ | -------------- | ------------- | ---------- |
| 1                                                           | 10 escudos  | Gold   | 0,900    | 8,35     | 22,00  | Ley Patria Rey | 1865 und 1868 | M S        |
| 2                                                           | 4 escudos   | Gold   | 0,900    | 3,34     | 18,00  | gerillt        | 1865 und 1868 | M S        |
| 3                                                           | 2 escudos   | Gold   | 0,900    | 1,67     | 16,00  | gerillt        | 1865 und 1868 | M          |
| 4                                                           | 2 escudos   | Silber | 0,900    | 26,00    | 37,00  | Ley Patria Rey | 1864 und 1868 | M          |
| 5                                                           | 1 escudo    | Silber | 0,900    | 13,00    | 30,00  | Ley Patria Rey | 1864 und 1868 | M          |
| 6                                                           | 40 céntimos | Silber | 0,810    | 5,20     | 23,00  | gerillt        | 1864 und 1868 | B M S      |
| 7                                                           | 20 céntimos | Silber | 0,810    | 2,60     | 18,00  | gerillt        | 1865 und 1868 | M S        |
| 8                                                           | 10 céntimos | Silber | 0,810    | 1,30     | 15,00  | gerillt        | 1865 und 1868 | M S        |
| 9                                                           | 5 céntimos  | Kupfer | 0,999    | 12,50    | 32,00  | glatt          | 1865 und 1868 | B M J Sg S |
| 10                                                          | 2½ céntimos | Kupfer | 0,999    | 6,25     | 25,00  | glatt          | 1865 und 1868 | B M J Sg S |
| 11                                                          | 1 céntimo   | Kupfer | 0,999    | 2,50     | 18,00  | glatt          | 1864 und 1868 | B M J Sg S |
| 12                                                          | ½ céntimo   | Kupfer | 0,999    | 1,25     | 16,00  | glatt          | 1864 und 1868 | B M J Sg S |
| B = Barcelona M = Madrid J = Jubia Sg = Segovia S = Sevilla |             |        |          |          |        |                |               |            |

## 18. Jahrhundert
Nach den Reformgesetzen 1728 und 1730, die unter anderem verschneidungssichere Münzen vorschrieben, blieb die Feinheit der onza de oro bei 22 Karat.
Ab 1772 erfolgte eine Verschlechterung auf 901/1000. Am 25. Juni 1786 erging geheime Anweisung, dass der Escudo nur noch aus 21-karätigem Gold (875/1000) auszuprägen sei, tatsächlich wurde noch schlechteres Metall verwendet: Prüfungen zeigen im Durchschnitt 869,8/1000, nach 1800 dann nur noch 864,6/1000.
| Real de Plata | Real de vellón |
| 8 escudos     | 320 reales     |
| 4 escudos     | 160 reales     |
| 2 escudos     | 80 reales      |
| 8 reales      | 20 reales      |
| 4 reales      | 10 reales      |
| 2 reales      | 5 reales       |
| 1 real        | 2½ reales      |
| 1/2 real      | 1¼ real        |
| 8 maravedíes  | 8 maravedíes   |
| 4 maravedíes  | 4 maravedíes   |
| 2 maravedíes  | 2 maravedíes   |
| 1 maravedí    | 1 maravedí     |
| ------------- | -------------- |

## 1850 bis 1868
Der dezimale Real (de vellón) wurde 1850 zur spanischen Standardwährung, die katalanische Pesete wurde im Verhältnis 1 Pta. = 4 Reales eingetauscht. Die nächste Währungsumstellung erfolgte schon 1864, als der neue dezimale Escudo eingeführt wurde. Es galt 1 Escudo = 10 Reales = 100 Centimos = 1000 Millesimas.
Bereits 1868, nach der ersten Abschaffung der Monarchie kam es zur Einführung der spanischen Pesete, wobei im Verhältnis 2½ Pts. pro Escudo umgestellt wurde. Escudos zirkulierten bis 1872.